# حمایت از فرزندآوری

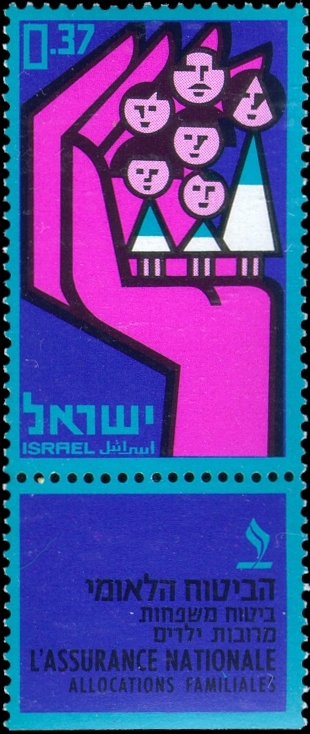
تصویری از تشویق فرزند آوری

حمایت از فرزندآوری یا کمک هزینه فرزندان یکی از خدمات امنیت اجتماعی جهت پرداخت کمک هزینه به والدین یا سرپرستان کودکان، نوجوانان و در برخی موارد جوانان است. تعدادی از کشورهای مختلف با روشهای متفاوتی این نوع حمایت را اعمال می‌کنند. در اکثر کشورها، بهره‌مندی از این کمک هزینه وابسته به میزان درآمد خانواده و تعداد فرزندان می‌باشد و با افزایش درآمد خانوار این مبلغ کاهش می‌یابد و در نهایت به خانوارهای با درآمد کافی تعلق نمی‌گیرد.
این برنامه در جهت اطمینان از تربیت کودک با دسترسی به تغذیه، بهداشت و آموزش مناسب تدوین گردیده است و مبلغ پرداختی جدا از سایر مزایا نظیر تحصیل و خدمات درمانی رایگان می‌باشد.
در ادامه حداکثر مبالغ پرداختی بر اساس کشور، ارز مبدأ ارائه گردیده است. 

## استرالیا
در استرالیا در سال ۲۰۱۶–۲۰۱۷ برای هر کودک تا قبل از سن مدرسه رفتن ماهیانه ۸۴۸ دلار استرالیا به سرپرست کودک پرداخت می‌گردد.
پس از ورود کودک به مدرسه ۸۵٪ مبلغ مذکور پرداخت خواهد شد.

## کانادا
دولت کانادا کمک هزینه‌ای معاف از مالیات را به ازای فرزندانی با سن کمتر از ۱۸ سال به خانواده‌ها پرداخت می‌کند. این مبلغ برای سالهای ۲۰۱۶–۲۰۱۸ برابر است با:
- ۶۴۰۰ دلار کانادا در سال (ماهیانه ۵۳۳ دلار کانادا) برای هر فرزند زیر ۶ سال.
- ۵۴۰۰ دلار کانادا در سال (ماهیانه ۴۵۰ دلار کانادا) برای هر فرزند ۶ تا ۱۷ ساله.

## ایرلند
کمک هزینه فرزند قابل پرداخت به پدر و مادر به فرزندان کمتر از ۱۸ سال تعلق می‌گیرد و به ازای هر فرزند ۱۴۰ یورو در ماه می‌باشد.

## ژاپن
در ژاپن به ازای هر فرزند کوچکتر از ۱۵ سال ماهانه سیزده هزار ین ژاپن پرداخت می‌گردد.

## فنلاند
در فنلاند رقم پرداختی با افزایش تعداد فرزندان افزایش می‌یابد و به شرح زیر می‌باشد:
- فرزند اول ۱۰۰ یورو در ماه.
- فرزند دوم ۱۱۱ یورو در ماه.
- فرزند سوم ۱۴۱ یورو در ماه.
- فرزند چهارم ۱۶۰ یورو در ماه.
- فرزندان بعدی ۱۸۲ یورو در ماه.

## انگلستان

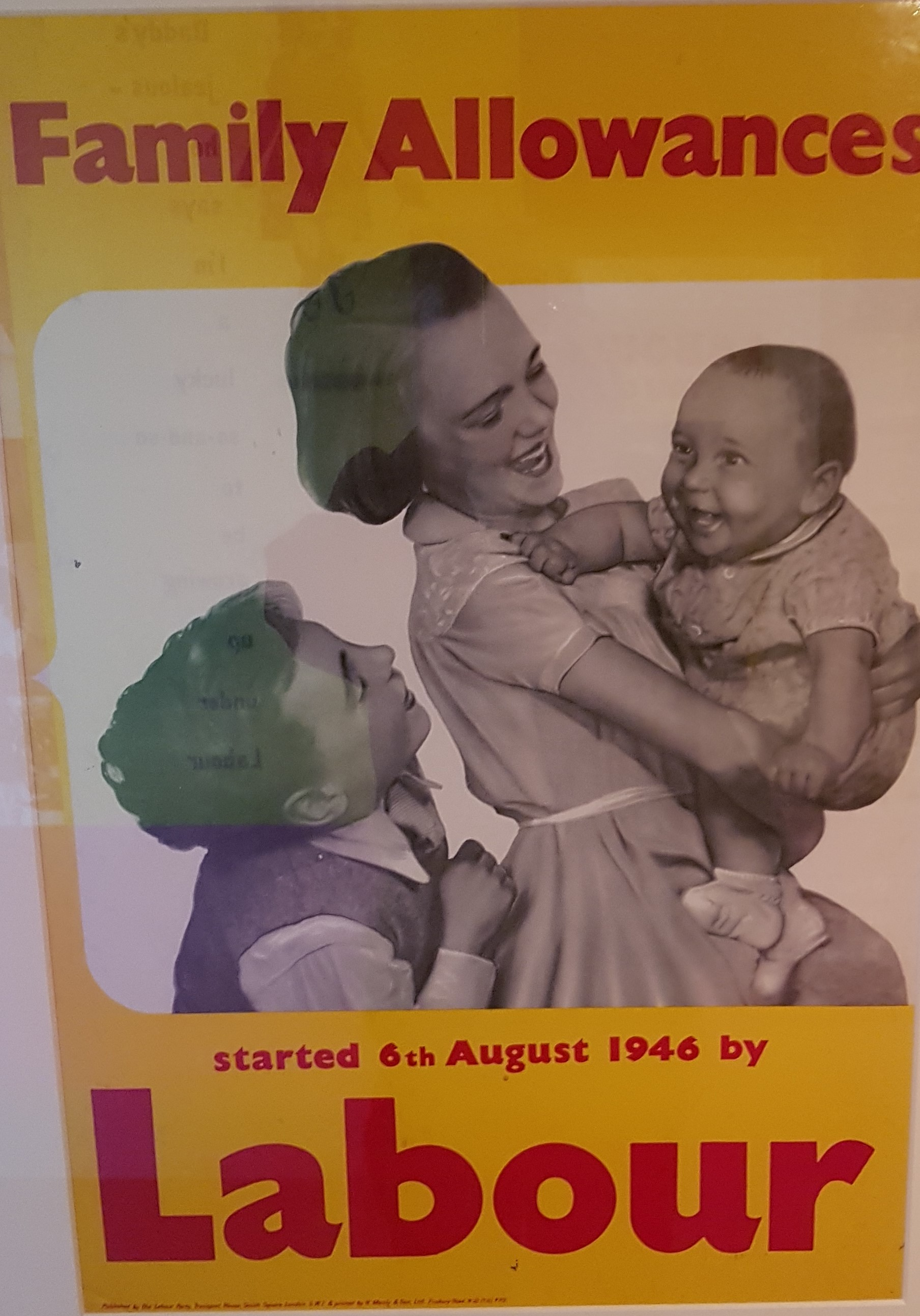
پوستر کمک هزینه های خانوادگی حزب کارگر

انگلستان برای فرزند ارشد ماهیانه ۸۳ پوندو برای فرزندان بعدی دو سوم این مبلغ را پرداخت می‌نماید. این کمک هزینه شامل فرزندان کوچکتر از شانزده سال می‌گردد و در صورت اشتغال به تحصیل تا ۱۸ سالگی نیز پرداخت می‌گردد.
در صورت نگهداری از کودکی که والدین آن فوت شده باشند علاوه بر مبلغ فوق ماهیانه ۶۷ پوند نیز پرداخت خواهد شد.